# Gerolamo Bartolomeo Gadio
Gerolamo Bartolomeo Gadio (Cremona, 1414 – Milano, settembre 1484) è stato un architetto e ingegnere militare italiano.

## Biografia
Nacque in una famiglia nobile di Cremona, da Gabriele. Si sposò ed ebbe tre figli; Gabriele Antonio, Giovanni Battista e Bianchina.
Indicato nei diversi secoli seguenti la sua morte come ideatore prolifico, particolarmente nelle edificazioni militari, il suo ruolo venne infine circoscritto a supervisore e organizzatore delle costruzioni.
Ebbe rapporti privilegiati con Francesco Sforza, che lo incaricò come coordinatore delle attività di edificazione del Ducato di Milano.
Ingegnere militare, nel 1448 partecipò in difesa della sua città natale dall'attacco dell'esercito della Repubblica di Venezia. Il 19 novembre 1454 Sforza lo nominò responsabile delle fortificazioni del ducato. Mantenne questa carica anche col successore di Francesco, Galeazzo Maria Sforza, che lo nominò a vita. Nel 1458 aveva intanto ottenuto la cittadinanza milanese.
Coordinatore dei lavori di costruzione del Castello Sforzesco, lavorò in provincia, a Savona e a Pavia.
Morì nella sua residenza milanese presso la Porta Orientale, sul tracciato delle mura di Milano.
Gli sono dedicate le omonime vie a Milano (costreggia il lato nord-est del Castello Sforzesco), Cremona e Soncino.